# Livräddarna
Livräddarna är en svensk dokumentärserie. Det har gått i tre säsonger.

## Säsong 1
Säsong 1 handlade om personalen på ambulanshelikoptern i Stockholm. Programmet vann Kristallen, priset för "publikens val" som årets bästa TV-program första gången priset delades ut 2005. I denna säsong fick vi bland annat möta ambulansläkaren Karin Sedig.

## Säsong 2
Säsong 2 handlar om fyra brandmän på Solna kommuns brandstation. De utför många olika uppdrag i området kring Stockholm
Huvudpersonerna i säsong 2 är bland andra brandmästare Lars Sönnergren, brandförman Thomas Hjelm, rökdykarna Anders "Mora" Eriksson och Jan "Zingo" Zingmark.

## Säsong 3
Säsong 3 startade den 13 april 2011 i Sveriges Television. Nu fick man följa akutläkarbilen till olycks- eller sjukdomsdrabbade människor i Stockholmsområdet. Programmet sändes på onsdagar kl. 21:30 i SVT 1.